# Емилия фон Хесен-Касел
Емилия фон Хесен-Касел (на немски: Emilie/Aemilia von Hessen-Kassel; * 11 февруари 1626 в Херсфелд; † 15 февруари 1693 във Франкфурт на Майн) е ландграфиня от Хесен-Касел и чрез женитба княгиня на Тремойл от Таранто и Туар във Франция.

## Биография
Тя е най-голямата дъщеря на ландграф Вилхелм V фон Хесен-Касел (1602 – 1637) и съпругата му графиня Амалия Елизабет фон Ханау-Мюнценберг (1602 – 1651), дъщеря на граф Филип Лудвиг II (1576 – 1612) от Ханау-Мюнценберг и Катарина Белгика от Орания-Насау (1578 – 1648), дъщеря на Вилхелм Орански (водач на нидерландското въстание срещу испанците). Тя е по-голяма сестра на Вилхелм VI (1629 – 1663), ландграф на Хесен-Касел.
Емилия фон Хесен-Касел се омъжва на 15 май 1648 г. в Касел за принц Хенри Шарл, дук де Ла Тремойл (* 17 декември 1620; † 14 септември 1672), син на Хенри де Ла Тремойл (1598 – 1674). Той служи като генерал в Хесен при нейната майка Амалия Елизабет фон Ханау-Мюнценберг. Емилия отива със съпруга си първо в Нидерландия и след това във Франция. След смъртта на съпруга ѝ 1672 г. тя живее през зимата в дворец Версай и през лятото в нейната вила, дворец Мари във Витре в Бретан.
През 1685 г. тя се връща в Германия. Тя живее във Франкфурт на Майн, където умира на 67 години от едра шарка и е закарана в Касел.

## Деца
Емилия фон Хесен-Касел и нейният съпруг имат децата:
- Шарлота Амели де ла Тремойл от Таранто от Франция (* 3 януари 1652; † 21 януари 1732), омъжена на 19/29 май 1680 г. в Копенхаген за имперски граф Антон I фон Алденбург (* 1 февруари 1633; † 27 октомври 1681)
- Шарл Белгил (1655 – 1709), херцог на Туар, женен 1675 г. за Маделайне де Крекби († 1707)
- Фредерик-Гийом (1658 – 1738), княз на Талмон, женен 1707 г. за Елизабет Анне де Буилон
- Хенриете-Целесте (* 1662, † млада)
- Мари-Силви (1662 – 1692)

## Галерия
- Хенри Шарл де Ла Тремойл
- Шато Мари във Витрé, Бретан